# Torrellafuda
Torrellafuda (également orthographié Torre Llafuda), ou selon son nom complet le village talayotique de Torrellafuda, est un site archéologique situé sur la commune de Ciutadella de Menorca, sur l'île de Minorque, dans l'archipel des Baléares, en Espagne. Le village, daté de l'Âge du fer, appartient à la culture talayotique.

## Historique
Le site a été partiellement fouillé par María L. Serra en 1959 et M. Petrus  et V. Tolós en 1961.  Torrellafuda a été déclaré bien d'intérêt culturel en 1966 sous le numéro d'enregistrement RI-55-0000822. En 2013, l'Espagne a proposé l'inscription du site au titre de la « culture talayotique de Minorque » sur la liste indicative de l'UNESCO, préalable à une possible inscription au Patrimoine mondial.

## Le site
Seule une partie du site d'origine a été préservée. Le site a été occupé du début de l'Âge du fer, entre 1000 et 700 av. J.-C., jusqu'au Ier siècle av. J.-C., mais des traces d'une occupation durant la période almohade (du Xe au XIIIe siècle) ont également été trouvées.

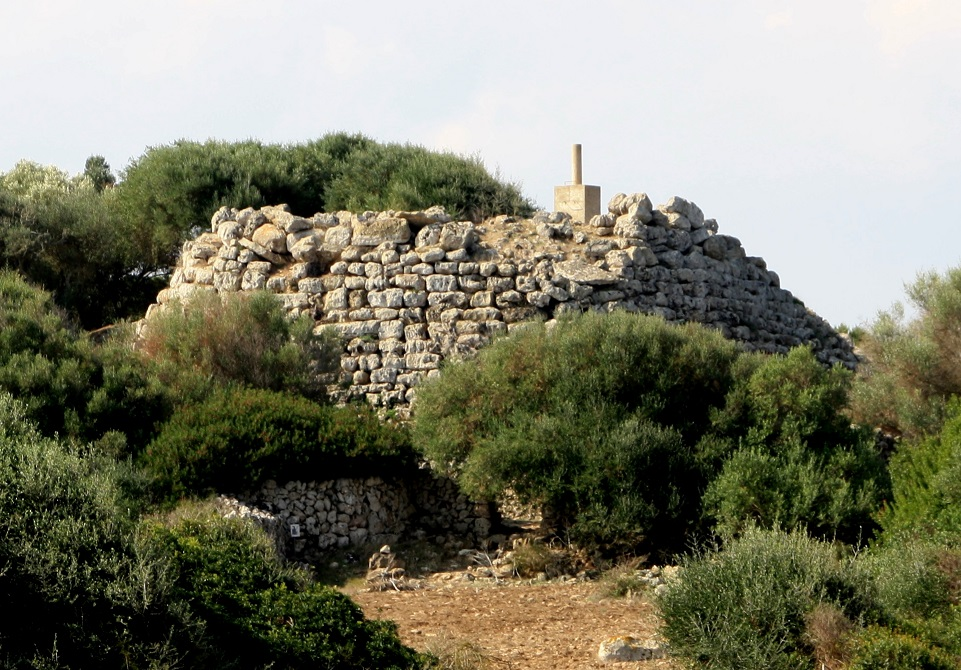
Le talayot.

### Talayots
Le grand talayot a été édifié sur le point culminant du site, à 120 m d'altitude. Il est relativement bien conservé dans sa partie inférieure, l'étage étant ruiné. Les bâtiments annexes qui l'entouraient sont entièrement détruits. Du sommet du talayot, on peut apercevoir la mer et sept autres talayots voisins. Outre une fonction de tour de guet et de communication avec les villages voisins, l'édifice a également pu être utilisé comme grenier. Sa construction est datée d'une période comprise entre 850 et 550 av. J.-C..
Les vestiges d'un second talayot sont visibles à l'est du site près de la route d'accès actuelle.

### L'enceinte à taula
Comme pour les autres édifices de ce type, l'enceinte à taula est en forme de fer à cheval, avec une façade légèrement concave. Un pilastre du mur d'enceinte a conservé son chapiteau et tend à être confondu avec la taula, qui elle s'est effondrée dans l'enceinte après que son pilier support se soit brisé. Elle mesurait à l'origine 3,86 m de hauteur sur 2 à 2,20 m de largeur et 0,35 m d'épaisseur, ce qui en faisait alors la seconde taula par sa hauteur après celle de Trepucó. Le chapiteau, en forme de pyramide tronquée, est visible face à l'entrée de l'enceinte. Il mesure 2,68 à 2,76 m de long pour 1,36 à 1,46 m de large et 0,62 m d'épaisseur.
L'enceinte à taula est datée du Ve siècle av. J.-C. Lors des fouilles de l'enceinte, des poteries d'origine locale, réalisées à la main, et des poteries importées d'Italie et de Mégare ont été découvertes.

### La muraille

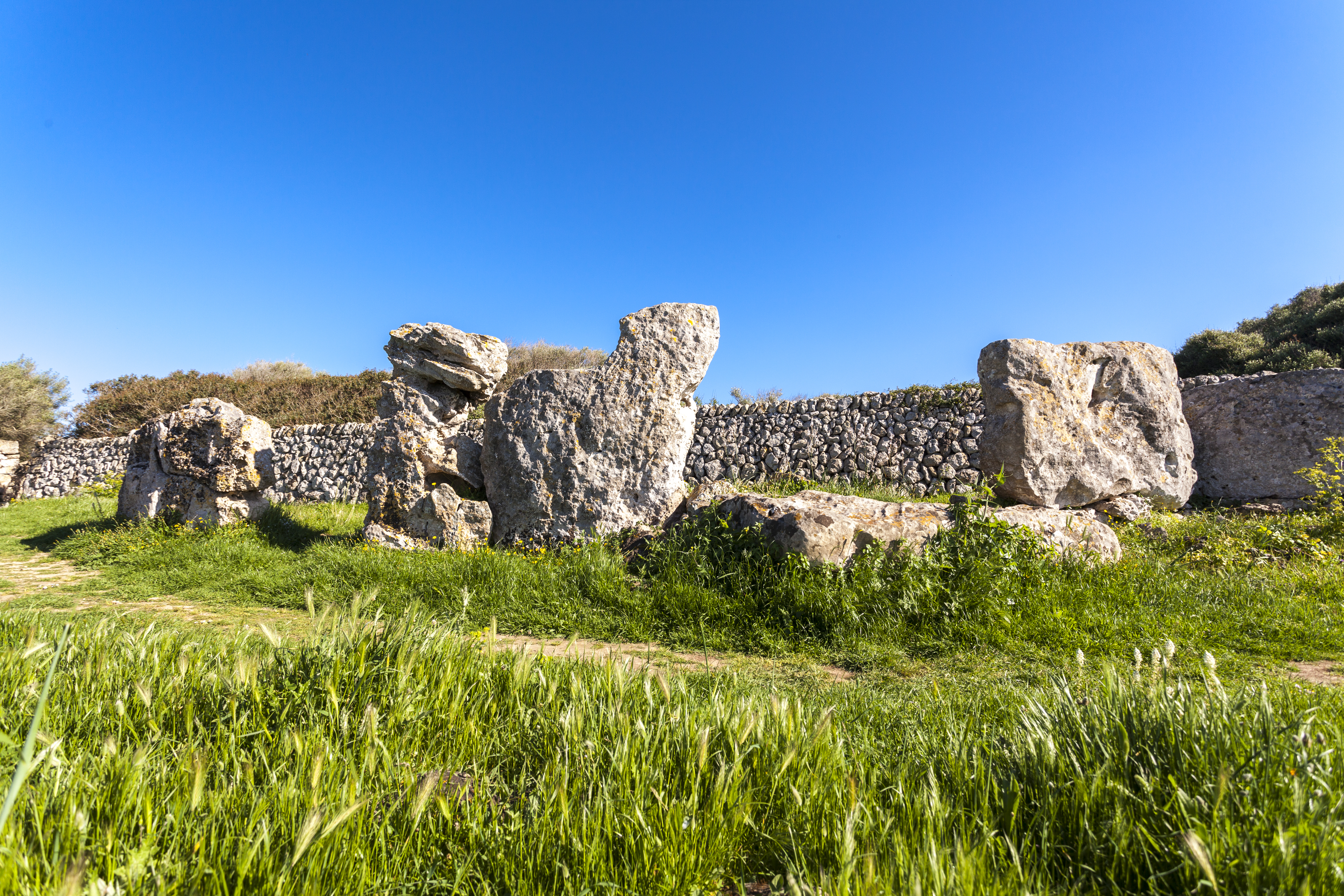
Fondation d'un habitat cercle.

À Torrellafuda, la plus grande partie du mur actuellement visible est de construction récente, édifié avec de petites pierres sèches disposées transversalement sur des structures anciennes, dont des dalles dressées qui pourraient correspondre à d'anciennes parties de maisons cercles.

### Autres édifices
Les gros blocs de pierre visibles près du parking actuel du site correspondent aux vestiges des fondations de deux maisons post-talayotiques du type cercles qui étaient adossées l'une à l'autre. A gauche de ces maisons, on peut voir un hypogée, creusé dans la roche, de forme sphérique, daté de la fin de la période talayotique utilisé ultérieurement comme abri pour du bétail.